# Луцана
Луца̀на (на италиански: Luzzana; на ломбардски: Lössana, Льосана) е село и община в Северна Италия, провинция Бергамо, регион Ломбардия. Разположено е на 310 m надморска височина. Населението на общината е 918 души (към 2017 г.).